# Топоріха
Топорі́ха (рос. Топориха) — присілок у складі Тотемського району Вологодської області, Росія. Входить до складу Погоріловського сільського поселення.

## Населення
Населення — 21 особа (2010; 22 у 2002).
Національний склад (станом на 2002 рік):
- росіяни — 100 %